# 西城秀樹ベスト・ヒット集
『西城秀樹ベスト・ヒット集』（さいじょうひでき ベスト・ヒットしゅう）は、西城秀樹のベスト・アルバム。1981年12月1日にRCAから発売された。

## 内容
- 初のオリコン・ベストテン入りとなった1973年の「情熱の嵐」（5枚目）から、1981年の「センチメンタルガール」（39枚目）までのヒット曲が厳選し収録されている。

## 収録曲
| #   | タイトル                       | 作詞                                           | 作曲                     | 編曲            |
| --- | ------------------------------ | ---------------------------------------------- | ------------------------ | --------------- |
| A1. | 「センチメンタルガール」       | あまがいりゅうじ                               | 鈴木キサブロー           | 若草恵          |
| A2. | 「セクシーガール」             | 横浜銀蠅                                       | 横浜銀蠅                 | 若草恵          |
| A3. | 「リトルガール」               | 竜真知子                                       | 水谷公生                 | 水谷公生        |
| A4. | 「眠れぬ夜」                   | 小田和正                                       | 小田和正                 | 船山基紀        |
| A5. | 「愛の園 (AI NO SONO)」        | スティーヴィー・ワンダー 山川啓介（追詞）      | スティーヴィー・ワンダー | 坂本龍一        |
| A6. | 「ホップ・ステップ・ジャンプ」 | 山崎光                                         | 水谷公生                 | 水谷公生 佐藤準 |
| A7. | 「YOUNG MAN (Y.M.C.A.)」       | V.Willis H.Belolo あまがいりゅうじ（日本語詞） | J.Morali                 | 大谷和夫        |
| A8. | 「ブーツをぬいで朝食を」       | 阿久悠                                         | 大野克夫                 | 萩田光雄        |
| B1. | 「ラストシーン」               | 阿久悠                                         | 三木たかし               |                 |
| B2. | 「君よ抱かれて熱くなれ」       | 阿久悠                                         | 三木たかし               | 三木たかし      |
| B3. | 「傷だらけのローラ」           | さいとう大三                                   | 馬飼野康二               |                 |
| B4. | 「激しい恋」                   | 安井かずみ                                     | 馬飼野康二               | 馬飼野康二      |
| B5. | 「薔薇の鎖」                   | たかたかし 斎藤優子（原案）                    | 鈴木邦彦                 | 馬飼野康二      |
| B6. | 「愛の十字架」                 | たかたかし                                     | 鈴木邦彦                 | 馬飼野康二      |
| B7. | 「ちぎれた愛」                 | 安井かずみ                                     | 馬飼野康二               | 馬飼野康二      |
| B8. | 「情熱の嵐」                   | たかたかし                                     | 鈴木邦彦                 | 馬飼野康二      |